# Oberamt Kirchheim

Karte der württembergischen Oberämter, Stand 1926

Das Oberamt Kirchheim war ein württembergischer Verwaltungsbezirk (auf beigefügter Karte # 25), der 1934 in Kreis Kirchheim umbenannt und 1938 zum größten Teil in den Landkreis Nürtingen eingegliedert wurde. Allgemeine Informationen zu württembergischen Oberämtern siehe Oberamt (Württemberg).
Nachbarn waren die Oberämter Geislingen, Göppingen, Eßlingen, Nürtingen und Urach.

## Geschichte

Oberamt Kirchheim, Gebietsstand 1813, mit den früheren Ämtergrenzen

Die Stadt Kirchheim war seit dem 14. Jahrhundert Hauptort einer württembergischen Vogtei. Das hieraus entstandene altwürttembergische Amt, seit 1758 Oberamt, erhielt bei der Neuordnung Anfang des 19. Jahrhunderts geringen Gebietszuwachs in Form der vormals zum Kammerschreibereigut gehörigen Orte Neidlingen und Ochsenwang.

## Gemeinden

### Einwohnerzahlen 1842
Folgende Gemeinden waren dem zum Donaukreis zählenden Oberamt Anfang des Jahres 1842 unterstellt:
| frühere Gemeinde        | Einwohnerzahl 1842 | Einwohnerzahl 1842 | heutige Gemeinde      |
| frühere Gemeinde        | evangel.           | kathol.            | heutige Gemeinde      |
| ----------------------- | ------------------ | ------------------ | --------------------- |
| Kirchheim u.d. Teck     | 5480               | 13                 | Kirchheim unter Teck  |
| Bissingen a.d. Teck     | 1780               | 9                  | Bissingen an der Teck |
| Brucken                 | 439                | –                  | Lenningen             |
| Dettingen am Schloßberg | 2351               | 2                  | Dettingen unter Teck  |
| Gutenberg               | 650                | 2                  | Lenningen             |
| Hepsisau                | 545                | –                  | Weilheim an der Teck  |
| Holzmaden               | 587                | 4                  | Holzmaden             |
| Jesingen                | 977                | 1                  | Kirchheim unter Teck  |
| Lindorf                 | 373                | 11                 | Kirchheim unter Teck  |
| Nabern                  | 514                | –                  | Kirchheim unter Teck  |
| Neidlingen              | 1028               | 2                  | Neidlingen            |
| Notzingen               | 1238               | 3                  | Notzingen             |
| Ober-Lenningen          | 930                | –                  | Lenningen             |
| Ochsenwang              | 332                | –                  | Bissingen an der Teck |
| Oethlingen 1            | 709                | –                  | Kirchheim unter Teck  |
| Ohmden                  | 713                | –                  | Ohmden                |
| Owen                    | 1816               | 1                  | Owen                  |
| Roßwälden               | 1192               | 10                 | Ebersbach an der Fils |
| Schlattstall            | 267                | –                  | Lenningen             |
| Schopfloch              | 589                | 3                  | Lenningen             |
| Unter-Lenningen         | 796                | 10                 | Lenningen             |
| Weilheim                | 3626               | 6                  | Weilheim an der Teck  |
| Zell unter Aichelberg   | 1455               | 1                  | Zell unter Aichelberg |

### Änderungen im Gemeindebestand seit 1813

Gemeinden und Markungen um 1860

1829 wurde Lindorf von Ötlingen getrennt und zur selbständigen Gemeinde erhoben.
1842 kam die Gemeinde Hochdorf vom Oberamt Göppingen zum Oberamt Kirchheim.
Um 1850 wurde der Hof Randeck von Neidlingen nach Ochsenwang umgemeindet.
1874 wurde Aichelberg von Zell unter Aichelberg getrennt und zur selbständigen Gemeinde erhoben.
1880 änderte die Gemeinde Dettingen am Schloßberg ihren Namen in Dettingen unter Teck.
1905 wurde Weiler ob der Fils von Roßwälden getrennt und zur selbständigen Gemeinde erhoben.
1932 wurde Sulpach von Roßwälden nach Ebersbach an der Fils (Oberamt Göppingen) umgemeindet.
1933 wurde Eckwälden von Zell unter Aichelberg nach Boll (Oberamt Göppingen) umgemeindet.
1935 wurden Lindorf und Ötlingen nach Kirchheim unter Teck eingemeindet.

## Amtsvorsteher
mit der Amtsbezeichnung Oberamtmann, seit 1. Oktober 1927 Landrat:
- 1791–1812: Albrecht Friedrich von Lempp (1763–1819)
- 1812–1820: Johann Christoph Friedrich von Stockmayer (1766–1821)
- 1820–1848: Franz von Knapp (1791–1855)
- 1848–1852: Gustav Friedrich von Scholl (1811–1885)
- 1852–1877: Heinrich von Idler (1802–1878)
- 1877–1885: Adolf Eduard Löflund (1832–1892)
- 1885–1900: Wilhelm Vogt (1836–1903)
- 1900–1901: Otto Vogt (1856–1929), (kein Dienstantritt)
- 1901–1905: Karl Lausterer (1862–1941)
- 1905–1928: Wilhelm Gauger (1860–1947)
- 1928–1933: Walter Mosthaf (1887–1970)
- 1933–1936: Gustav Stierle (1888–1939)
- 1936–1938: Albert Bothner (1889–1968)